# Acciaio Toledo

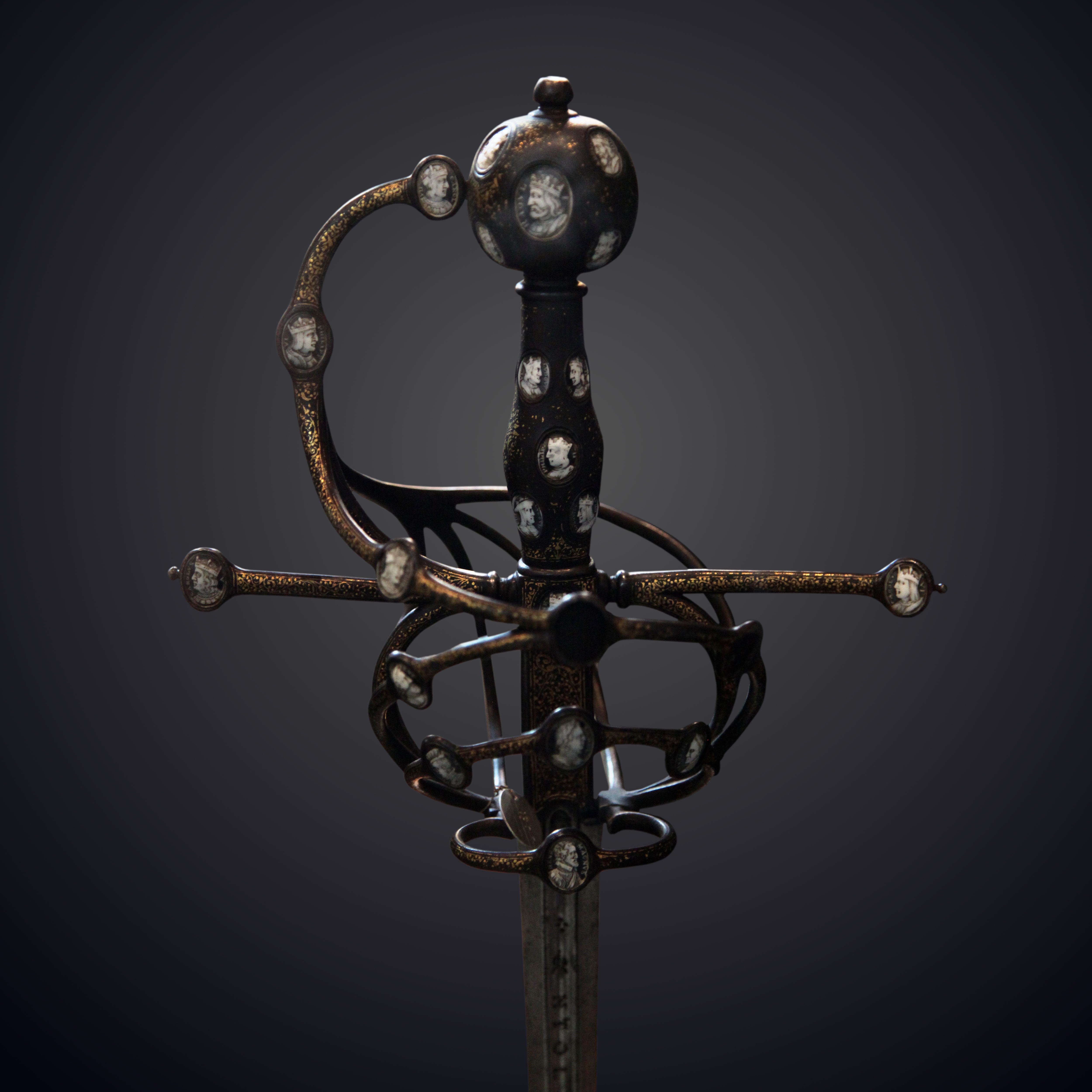
La c.d. "Spada di Luigi XIII" - spada da lato dello spadaio Silvestre Nieto di Toledo realizzata per Luigi XIII di Francia, oggi al Musée de l'Armée.

L'acciaio Toledo (es. Acero toledano), storicamente noto come insolitamente duro, proviene da Toledo (Spagna), un centro tradizionale per la produzione di spade e la lavorazione dell'acciaio sin dal 500 a.C. circa, quando venne all'attenzione di Roma per come fu utilizzata tale tecnologia da Annibale, durante le guerre puniche. Ben presto divenne una fonte d'approvvigionamento primaria d'armi per le legioni romane.
L'acciaio Toledo era famoso per la sua lega di alta qualità.

## Storia
L'origine dell'acciaio Toledo deriva da antiche usanze spagnole. L'acciaio Toledo fu utilizzato principalmente nella fabbricazione di armi nei secoli XVI-XIX. Il nome deriva dalla città in cui venivano realizzati questi particolari prodotti in acciaio: Toledo, in Spagna.
Nel 1400 a Toledo, la leggenda narra che un fabbro, in preda ai fumi del vino, temprò una lama di acciaio damasco nell'urina dei cavalli di un vicino maneggio anziché nell'acqua. Poiché l'urina contiene composti azotati e urea, composto basico, l'acciaio della lama subì un processo di nitrurazione. Da lì in poi la fama delle lame di Toledo si sparse in Europa e anche oltre i suoi confini. In realtà, come ci racconta il lessicografo bizantino della Suda (X secolo), le famose lame spagnole erano di antica origine celtibera, quindi addirittura di millenni precedenti alla predetta leggenda. Gli antichi romani infatti le apprezzavano e cercavano di imitarle già dai tempi delle guerre puniche:
(Suda)
Il gladius hispaniensis ("gladio ispanico" in lingua italiana) fu il modello della spada "storica", il gladio, che accompagnò il legionario romano nei secoli della grande espansione romana, dalla Seconda guerra punica agli anni dell'impero della dinastia giulio-claudia. L'arma era più lunga del gladio di età imperiale (ca. 80 cm) ed era una diretta derivazione della spada celtica di tipo "La Tène B", passata ai romani dal contatto con le popolazioni celtiche di Spagna, i Celtiberi della Meseta e realizzata appunto con il pregiato acciaio toledano.

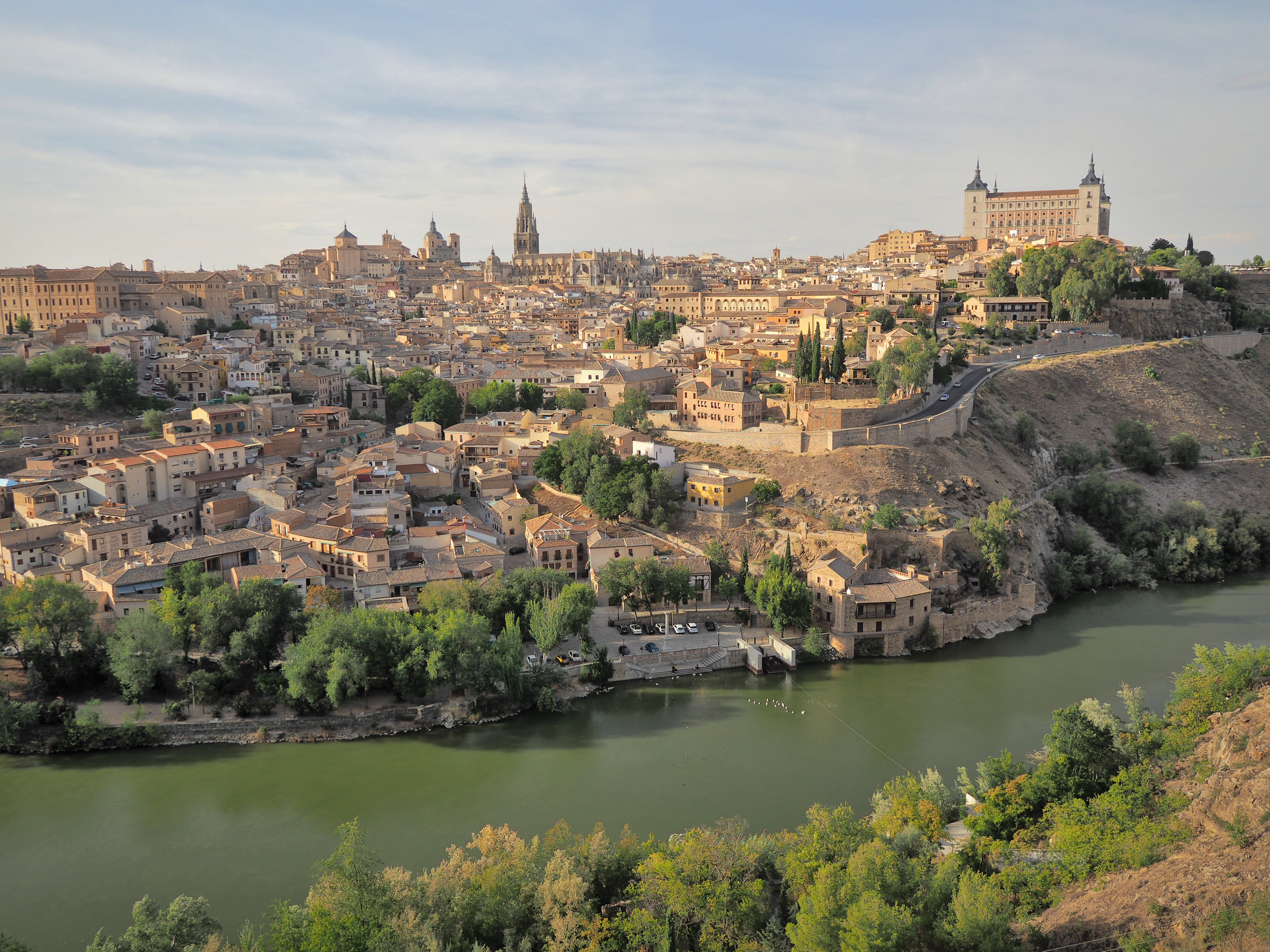
Panorama di Toledo (Spagna).

La massima fama dell'acciaio Toledo arrivò però in epoca post-rinascimentale, durante le numerose guerre che interessarono l'Europa tra Quattrocento e Settecento. Gli eserciti erano pesantemente corazzati da armature e scudi ed erano quindi necessarie armi dure e flessibili come la c.d. "spada toledana". Anche pugnali e spade corte furono realizzati utilizzando l'acciaio Toledo. La "Toledana" divenne nota per la sua forza e durata e presto divenne l'arma più ricercata dagli Europei. Armi toledana erano già state scelte da Annibale per il suo esercito e nell'Età Moderna i re di tutto il mondo avevano armi speciali fabbricate a Toledo usandone l'acciaio. Il primo grande maestro spadaio toledano ricordato è Alonso de Sahagun "il Vecchio" (es. el Viejo).
Altri paesi hanno provato a produrre il proprio "acciaio Toledo" ma hanno fallito: es. l'acciaio Damasco fu creato in risposta all'acciaio Toledo ma l'acciaio di Damasco era troppo duro e non abbastanza flessibile.
Tra la fine del XVII e l'inizio del XVIII secolo la produzione iniziò a diminuire, provocando la creazione della Fábrica de Armas de Toledo nel 1761 per ordine del re Carlo III di Spagna. La Fabbrica Reale riuniva tutte le corporazioni di fabbricanti di spada della città e si trovava nella vecchia zecca. Nel 1777, riconoscendo la necessità di ampliarne lo spazio, Carlo III commissionò all'architetto reale Francesco Sabatini la costruzione di un nuovo edificio alla periferia della città. Questo fu l'inizio di diverse fasi di espansione. L'importanza della fabbrica era tale che alla fine si sviluppò in una città all'interno della città di Toledo.

## Produzione

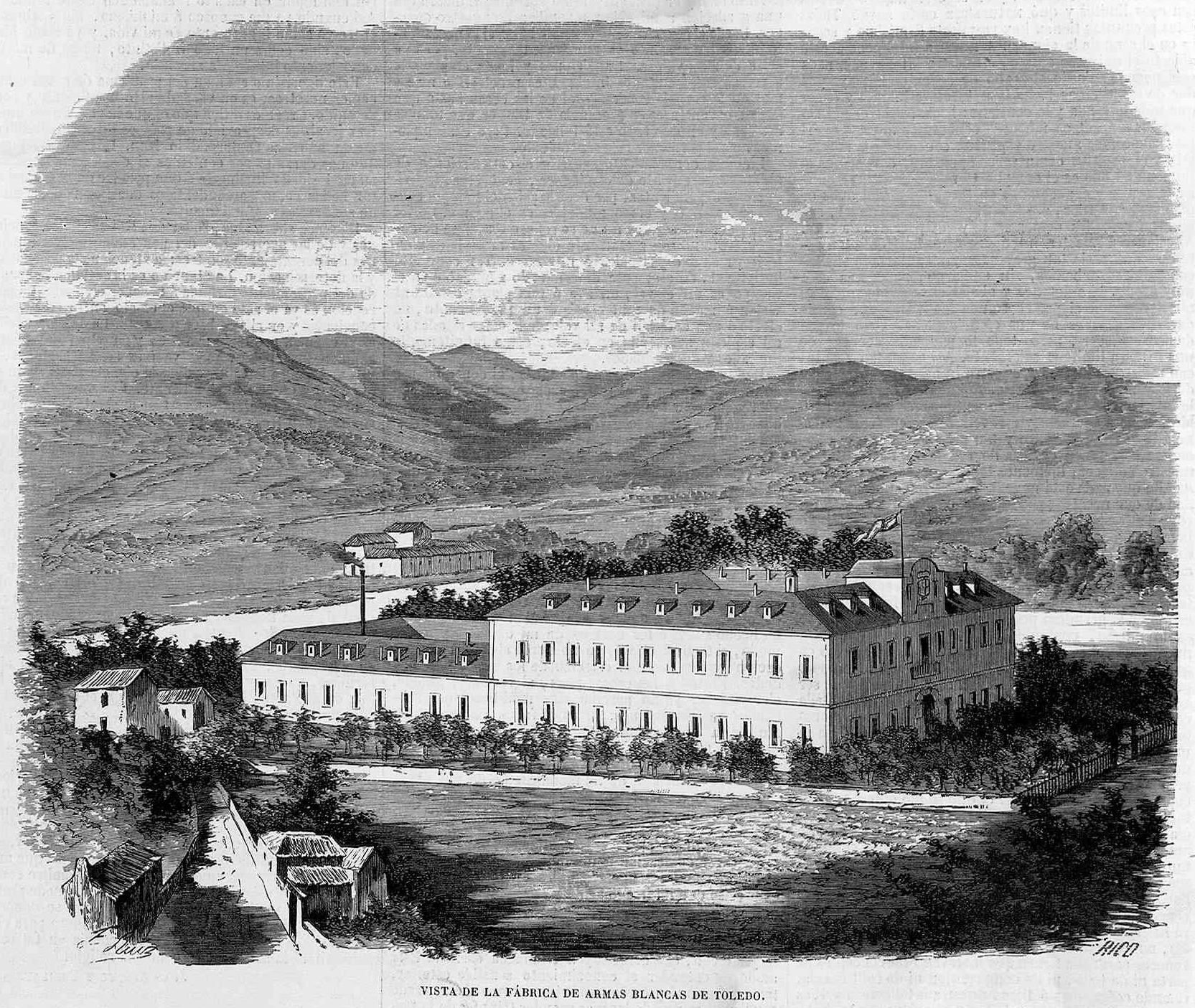
La Fábrica de Armas de Toledo - ill. dalla rivista El Museo Universal, a. 1863.

Il processo di produzione dell'acciaio Toledo è stato tenuto segreto fino al XX secolo, passando di padre in figlio, perpetuando sin nell'epoca moderna la prassi comune alle corporazioni di mestiere del Medioevo di tacere agli "estranei" gli arcani dell'arte.
L'acciaio Toledo nasce dalla forgiatura di due diversi tipi di acciaio: uno ad alto e uno a basso contenuto di carbonio. Poiché gli acciai che venivano forgiati insieme avevano un contenuto di carbonio diverso, uno è considerato "acciaio dolce" e l'altro "acciaio duro". Poiché in questo materiale vengono utilizzati sia acciaio duro sia dolce, ha proprietà materiali di entrambi.
Le armi corte (spade, daghe e pugnali) erano realizzate solo con acciaio, mentre le armi lunghe erano realizzate con un'anima di ferro ricoperta da due piastre d'acciaio, chiamate "tegole". L'acciaio utilizzato era l'acciaio "cementato" di Pola de Lena (Asturie), prodotto a sua volta con ferro di Vizcaya importato dalla Germania. Le piastre di ferro utilizzate per i foderi erano direttamente importate dall'estero.
L'effettivo processo di produzione dell'acciaio Toledo era molto difficile e lungo. Per questo motivo, le armi in acciaio Toledo erano più rare, efficaci e costose. Il processo doveva essere seguito in modo molto rigoroso, per quanto riguarda tempo, temperature, ecc. altrimenti il prodotto non sarebbe stato della massima qualità. Al termine, l'acciaio era raffreddato in acqua o olio per un certo periodo di tempo. Nei primi giorni di produzione dell'acciaio Toledo, il tempo era dettato con preghiere e salmi: durante il lavoro, i fabbri recitavano sempre le stesse preghiere, allo stesso ritmo, per assicurarsi che il tempo fosse lo stesso ogni volta. A causa delle complessità della produzione e della rarità del prodotto, il fabbro medio poteva creare solo circa 2-3 armi in acciaio Toledo all'anno. I sistemi idraulici furono introdotti alla fine del XIX secolo per aumentare notevolmente la produzione di manufatti in acciaio Toledo, aumentandola del 200% verso la fine dell'Ottocento.
Dopo la fabbricazione, le armi in acciaio Toledo erano sottoposte a cinque prove di resistenza e flessibilità: (i) la "prova del ginocchio", che consisteva nel piegare la spada su un supporto fisso (spesso il ginocchio) dal codolo alla punta, prova che la maggior parte delle altre spade non opponeva resistenza; (ii) la prova del piombo che consisteva nel prendere la lama per la punta con la mano destra e disegnare con la punta un semicerchio su una piastra di piombo fissata al muro e che detta linea del semicerchio fosse larga quanto la parte della spada stessa; (iii) la "prova della S" per testare l'uniformità della tempra; (iv) la prova di taglio contro un elmo di ferro; e (v) la ricerca di eventuali danni alla lama dopo la quarta prova.

## Proprietà dei materiali
L'acciaio Toledo è costituito da due acciai di diverso contenuto di carbonio saldati insieme mediante stampaggio a caldo. Poiché gli acciai avevano contenuti di carbonio diversi, uno degli acciai era dolce e uno era duro. La saldatura degli acciai dolci e duri insieme ha dato le caratteristiche del materiale sia dei metalli teneri sia di quelli duri. Rispetto ad altri acciai tradizionali dell'epoca, Toledo era il migliore in assoluto. Era abbastanza duro e abbastanza flessibile da essere efficiente in guerra. Altri paesi hanno cercato di creare la propria versione dell'acciaio di Toledo, ma non sono riusciti. Ad esempio, gli acciai Damasco e Tamahagane sono stati creati nella speranza di essere migliori dell'acciaio Toledo ma non è stato così. L'acciaio di Damasco era troppo duro e non era affatto flessibile. L'acciaio Toledo, d'altra parte, era estremamente duro e flessibile, il che lo rendeva perfetto per il campo di battaglia. La ragione del successo dell'acciaio Toledo è dovuta al fatto che l'acciaio utilizza una combinazione di proprietà meccaniche di materiali di composizioni chimiche estremamente diverse.